# Черевковское
Черевковское (укр. Черевківське) — село на Украине, находится в Тельмановском районе Донецкой области. Под контролем самопровозглашённой Донецкой Народной Республики.

## География

#### Соседние населённые пункты по странам света
С: Вершиновка, Розовка
СЗ: Богдановка
СВ: Октябрьское
З: Мичурино
В: Кузнецово-Михайловка
ЮЗ: Воля, Первомайское
ЮВ: Греково-Александровка
Ю: — 

## Население
Население по переписи 2001 года составляло 77 человек.

## Общие сведения
Код КОАТУУ — 1424885903. Почтовый индекс — 87133. Телефонный код — 6279.

## Адрес местного совета
87133, Донецкая область, Тельмановский р-н, с.Первомайское